# Янулов, Пётр Иванович
Пётр Иванович Янулов (род. 27 февраля 1986, Копчак, Молдавская ССР, СССР) — молдавский борец вольного стиля, призёр чемпионата Европы, Европейских игр, Универсиады и Кубка мира.

## Биография
Родился в 1986 году в селе Копчак Молдавской ССР. В 2010 году выиграл чемпионат мира среди студентов. В 2013 году стал бронзовым призёром Универсиады. На чемпионате мира среди студентов 2014 года в Венгрии завоевал золотую медаль.
В 2015 году стал серебряным призёром Европейских игр. В 2019 году завоевал серебряную медаль чемпионата Европы.